# Brachmia
Brachmia là một chi bướm đêm thuộc họ Gelechiidae.

## Các loài đặc trưng
Các loài thuộc chi Brachmia bao gồm:
- Brachmia blandella (Fabricius, 1798)
- Brachmia ceramochroa (Turner, 1919)
- Brachmia dimidiella (Denis & Schiffermüller, 1775)
- Brachmia hapalyntis Meyrick, 1911
- Brachmia infuscatella Rebel, 1940
- Brachmia inornatella (Douglas, 1850)
- Brachmia obfuscata Meyrick, 1921
- Brachmia procursella Rebel, 1903
- Brachmia trinervis (Meyrick, 1904)

## Tên đồng nghĩa
Danh pháp khoa học không đúng của Brachmia là:
- Apethistis Meyrick, 1908
- Aulacomima Meyrick, 1904
- Braclunia Stephens, 1834 (unjustified emendation)
- Brahmia (lapsus)
- Cerathophora (lapsus)
- Ceratophora Heinemann, [1870] (non Gray, [1825[cần kiểm chứng]]: preoccupied)
- Cladodes Heinemann, 1870 (non Solier[cần kiểm chứng], 1849: preoccupied)
- Eudodacles Snellen van Vollenhoven, 1889

## Hình ảnh

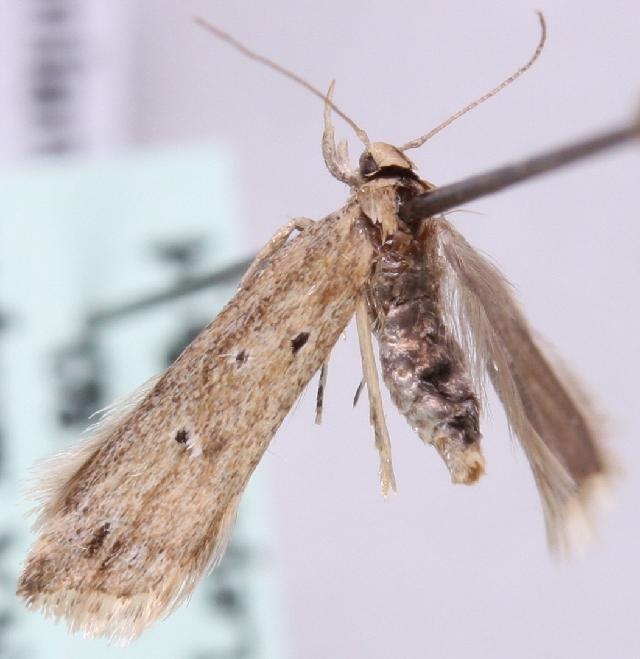